# モンステラ属
モンステラ属（モンステラぞく、学名：Monstera）とは、サトイモ科の属の一つ。和名はホウライショウ属。熱帯アメリカと小アンチル諸島に40種ほどが分布する。タイプ種はホウライショウ（Monstera deliciosa）。

## 特徴
原産地では、大木の幹に絡み付いているツル性植物。薄暗いジャングルに生息するため、直射日光を嫌う。反面、耐陰性は強く、比較的に暗い場所でも育つ。乾燥にも比較的強い。葉に穴が開いたり、深裂（深い切れ込み）があったりと葉の形が面白いため、観葉植物として栽培されるものがある。Monsteraとは「奇怪な」という意味でmonsterと同じ語源。葉の形からこの名がつけられた。気根が発達している。一部の種は果実が食用となる。但し可食部分以外は、サトイモ科特有の有毒物質を含むので、注意が必要な有毒植物である。
単にモンステラという場合、下記のM. deliciosaを指すことが多い。同じ鉢でも、切れ込みが入っている古い葉と、入っていない新しい葉がある。
モンステラの葉をモチーフにしたモンステラ柄は、布地に用いられている。

## 主な種

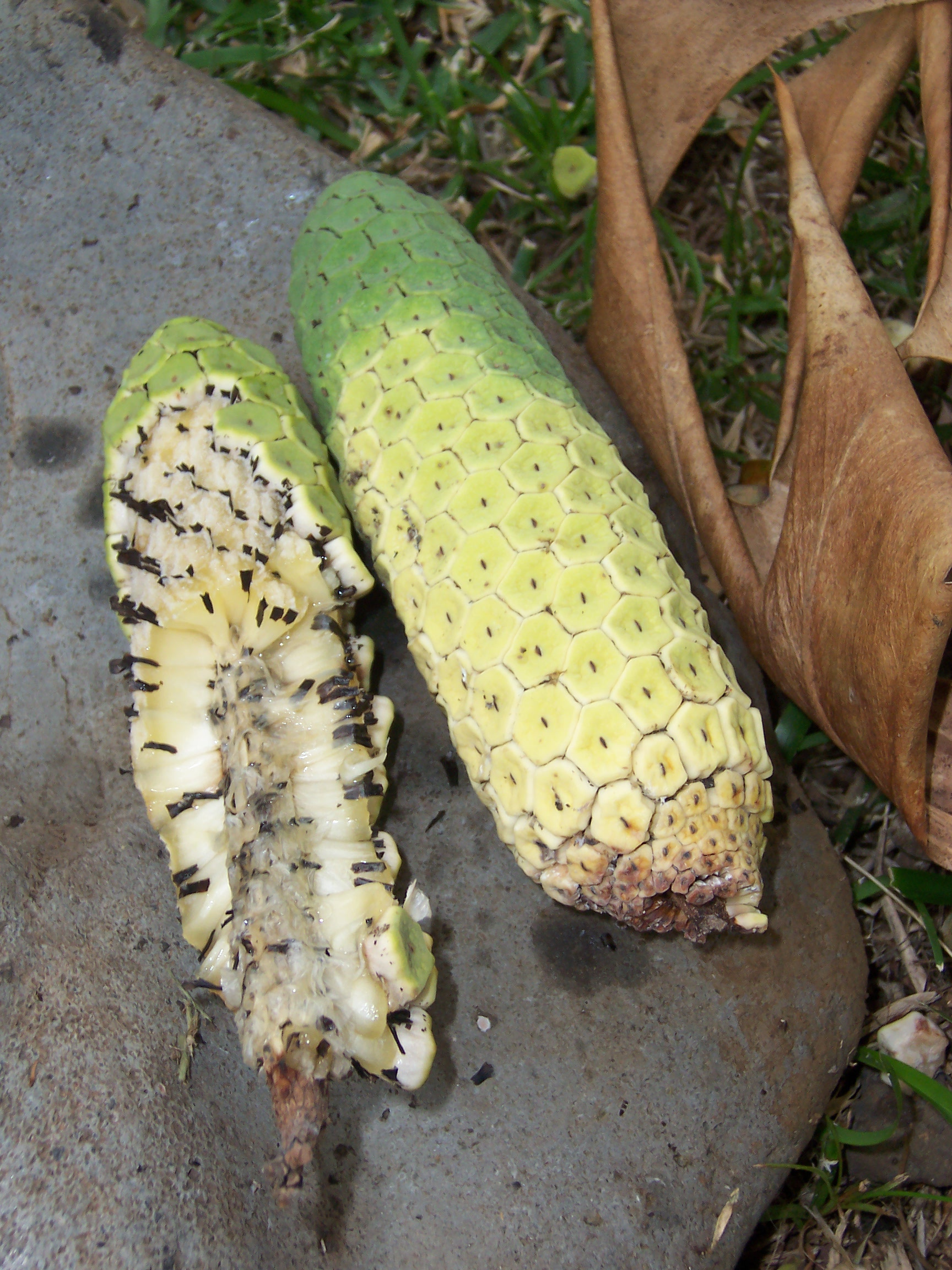
熟したモンステラ（鳳来蕉）の果実。うろこ状の表皮がむけると食用になる

- ホウライショウ（鳳来蕉、モンステラ・デリシオサ）（Monstera deliciosa）

葉は羽状深裂し穴がある。deliciosa「おいしい」の名がしめすように果実は食用になり、パイナップルとバナナを混ぜたような味。ただし、他のサトイモ科同様にシュウ酸カルシウムを含んでいるためよく完熟させないと食べられないうえ、完熟させても口内が痛くなることがある。
- マドカズラ（Monstera adansonii）

葉は全縁（切れ込みなし）で穴がある。